# مارچوبگان
مارچوبگان (نام علمی: Asparagaceae) نام تیره‌ای از گیاهان گل‌دار در راسته مارچوبه‌سانان تک‌لپه‌ای است.
مارچوبگان یا تیره مارچوبه، گیاهانی بالا رونده یا دارای اعضای چوبی و حتی در بعضی انواع به صورت درختچه‌های کوچک‌اند برگ‌هایی ساده یا فلس مانند یا به‌ جای برگ معمولاً دارای صفحه پهنی شبیه به آن و به نام کلادود Caladode هستند. بعضی از آن‌ها پهنکی با رگبرگ منشعب دارند. گل‌های آن‌ها به رنگ‌های سفید یا زرد رنگ نر و ماده ولی اغلب بر دو نوع نر و ماده دوپایه یا پلی گام است و این حالت که در اغلب آن‌ها مشاهده می‌شود بر اثر عدم رشد و از بین رفتن یکی از اعضای اصلی گل یعنی پرچم مادگی در آنها پیش آمده‌است. پوشش گل آن‌ها زود افت شامل ۳ تا ۸ تا ۶ و حتی ۸ قطعه گلبرگ مانند (به رنگ یکدیگر) آزاد یا پیوسته به هم است ۳ تا ۸ پرچم دارند که به وضع متقابل پوشش گل قرار می‌گیرند مادگی آنها مرکب از ۳ برچه متصل به یکدیگر و میوه آن‌ها بسته‌است.
وجود صفاتی نظیر ساقه زیرزمینی صفحات یا الیاف باریک و سبز رنگی به نام کلادود وجود گل آذین در محور ساقه داشتن گل‌هایی بر ۲ نوع نر و ماده (۲ پایه یا پلی گام) میوه‌ای به صورت سته و غیره می‌تواند این گیاهان را از گیاهان تیره لاله مجزا سازد.
انواع مفید و دارویی معدودی در این تیره وجود دارند که بعضی از آن‌ها دارای مواد موثرند، ریزوم بعضی از آن‌ها به مصارف تغذیه می‌رسد و معدودی از آن‌ها نیز در صنعت استفاده می‌شوند.
از جنس‌های مهم آنها عبارتند از:
Asparagus (بیش از ۴۰۰ گونه)
Polygonatum (گونه)
Smilax (گونه۳۵۰)
Convallria (یک گونه)